# Ahéville
Ahéville – miejscowość i gmina we Francji, w regionie Grand Est, w departamencie Wogezy.
Według danych na rok 1990 gminę zamieszkiwały 74 osoby, a gęstość zaludnienia wynosiła 13 osób/km² (wśród 2335 gmin Lotaryngii Ahéville plasuje się na 971. miejscu pod względem liczby ludności, natomiast pod względem powierzchni na miejscu 948.).